# John Gleeson
John Gleeson (nacido el 14 de julio de 1953) es un abogado y juez estadounidense que ocupó el cargo de Juez de distrito de los Estados Unidos del Tribunal de Distrito de los Estados Unidos para el Distrito Este de Nueva York. Es miembro de la Comisión de Sentencias de Estados Unidos.

## Primeros años y educación
Gleeson nació en el Bronx, Nueva York. Se licenció en Letras por la Universidad de Georgetown de Washington D. C. en 1975, y se doctoró en Derecho por la Escuela de Derecho de la Universidad de Virginia de Charlottesville en 1980.

## Carrera jurídica
Gleeson trabajó como asistente jurídico para el juez Boyce Martin en el Tribunal de Apelación de los Estados Unidos para el Sexto Circuito de 1980 a 1981. Ejerció la abogacía en el bufete Cravath, Swaine & Moore de Nueva York de 1981 a 1985. Fue Asistente del Fiscal de los Estados Unidos para el Distrito Este de Nueva York de 1985 a 1994, donde se destacó por su enjuiciamiento de los casos de la mafia, sobre todo el del jefe criminal de la familia criminal Gambino John Gotti que dio lugar a su condena.

## Servicio judicial federal
Gleeson fue nominado por el presidente Bill Clinton el 22 de julio de 1994, para un puesto vacante por Jack B. Weinstein. Fue confirmado por el Senado de los Estados Unidos el 28 de septiembre de 1994, y recibió su nombramiento al día siguiente. Sirvió hasta su renuncia el 9 de marzo de 2016.
Como juez de distrito, Gleeson fue un crítico de las duras sentencias obligatorias. 
La sentencia de Gleeson contra el FBI en un caso histórico de elaboración de perfiles raciales fue revocada por el Tribunal Supremo de los Estados Unidos en Ashcroft contra Iqbal (2009). El juez Gleeson supervisó el procesamiento de Jordan Belfort, famoso como el "Lobo de Wall Street".
En 2012, aprobó un acuerdo de enjuiciamiento diferido con HSBC que fue ampliamente criticado por ser demasiado indulgente, pero siguió supervisando el acuerdo durante años, y en 2016 ordenó que los informes del supervisor independiente del banco se divulgaran públicamente en aras de la transparencia. En sus últimos días en el banquillo el juez Gleeson, en lugar de emitir una orden de audita querela', creó un nuevo "certificado federal de rehabilitación" para ayudar a los convictos a encontrar trabajo.

## Carrera judicial posterior
El 4 de enero de 2016, se anunció que Gleeson planeaba renunciar al cargo de juez y volver a la práctica privada el 9 de marzo de 2016. Se incorporó al bufete de zapatos blancos Debevoise & Plimpton para ejercer la defensa de delitos de cuello blanco.
El 11 de mayo de 2020, Gleeson fue coautor de un artículo de opinión relativo a la solicitud del Departamento de Justicia de retirar los cargos contra el ex Asesor de Seguridad Nacional Michael Flynn. Michael Flynn; el artículo de opinión señalaba que la desestimación de los cargos no era automática, sino que solo se concedería con permiso del tribunal. Dos días después, el juez Emmet G. Sullivan designó a Gleeson para presentar argumentos contra la petición del DOJ de retirar el caso contra Flynn y determinar si se debían presentar cargos por perjurio contra Flynn. En este papel, Gleeson actuó como "amigo del tribunal".

## Nominación a la Comisión de Sentencias de los Estados Unidos
El 11 de mayo de 2022, el presidente Joe Biden anunció su intención de nominar a Gleeson como miembro de la Comisión de Sentencias de los Estados Unidos. El 12 de mayo de 2022, su nominación fue enviada al Senado. Ha sido nominado para ocupar el puesto que dejó vacante Rachel Barkow, cuyo mandato expiró. El 8 de junio de 2022, se celebró una audiencia sobre su nominación ante el Comité Judicial del Senado. El 21 de julio de 2022, su nominación fue reportada fuera del comité por un voto de voz, con 6 senadores republicanos votando "no" en el registro. El 4 de agosto de 2022, el Senado de los Estados Unidos confirmó su nombramiento por votación a viva voz.